# Regional Municipality of Peel

Gemeinden der Greater Toronto Area

Die Regional Municipality of Peel ist eine Regional Municipality (Regionalgemeinde) im Südwesten der kanadischen Provinz Ontario, unmittelbar westlich von Toronto. Hauptort und Sitz des Regionalrates ist Brampton. Die Einwohnerzahl beträgt 1.381.739 (Stand: 2016), die Fläche 1.246,95 km², was einer Bevölkerungsdichte von 1.108,1 Einwohnern je km² entspricht. Die Regionalgemeinde ist nach dem britischen Premierminister Robert Peel benannt und wurde 1973 aus Teilen des ehemaligen Peel County gebildet.
Peel gehört zur Metropolregion des Greater Toronto Area sowie zum Ballungsraum Golden Horseshoe und ist hinter dem benachbarten Toronto die zweitbevölkerungsreichste Gemeinde der Provinz. Außerdem wird der Bezirk im Nordosten von den westlichen Ausläufer der Oak Ridges-Moräne durchzogen. Mit dem Forks of the Credit Provincial Park befindet sich einer der aktuellen Provincial Parks in Ontario im Bezirk.
| Dufferin County   | Simcoe County                               | Simcoe County   |
| Wellington County | Kompassrose, die auf Nachbargemeinden zeigt | York Region     |
| Halton Region     | Ontariosee                                  | City of Toronto |

## Administrative Gliederung

### Städte und Gemeinden
| Ort         | Status | Bevölkerung (2016) |
| ----------- | ------ | ------------------ |
| Brampton    | City   | 593.638            |
| Caledon     | Town   | 66.502             |
| Mississauga | City   | 721.599            |

### Gemeindefreie Gebiete
Im Bezirk finden sich keine gemeindefreien Gebiete.

### Indianerreservationen
Im Bezirk finden sich keinen Indianerreservationen.